# Artur Badyda
Artur Jerzy Badyda (ur. 21 marca 1978 w Warszawie) – polski inżynier, profesor nauk inżynieryjno-technicznych. Specjalizuje się w ochronie środowiska, zarządzaniu ochroną środowiska, ekonomice w ochronie środowiska oraz w ocenie oddziaływania na środowisko. Adiunkt na Wydziale Instalacji Budowlanych, Hydrotechniki i Inżynierii Środowiska Politechniki Warszawskiej.

## Życiorys
W 2002 ukończył systemy ochrony środowiska na Wydziale Inżynierii Środowiska Politechniki Warszawskiej. Doktoryzował się w 2007 na podstawie pracy pt. Analiza i ocena efektów oddziaływania wybranych uciążliwości ruchu drogowego na środowisko miejskie w Warszawie (promotorem pracy był prof. Andrzej Kraszewski). Habilitował się w 2014 na podstawie oceny dorobku naukowego i rozprawy Oddziaływanie zanieczyszczeń powietrza pochodzenia komunikacyjnego na parametry sprawności wentylacyjnej mieszkańców Warszawy.
Pracuje naukowo w Zakładzie Informatyki i Badań Jakości Środowiska Wydziału Instalacji Budowlanych, Hydrotechniki i Inżynierii Środowiska Politechniki Warszawskiej. Prowadzi zajęcia m.in. z zarządzania środowiskiem, ekonomiki i finansów w gospodarce odpadami oraz ochrony środowiska w transporcie. W pracy badawczej zajmuje się takimi zagadnieniami jak: środowiskowe uwarunkowania zdrowia (epidemiologia środowiskowa), zdrowotne skutki zanieczyszczenia powietrza, wpływ transportu i zanieczyszczeń powietrza związanych z ruchem drogowym na środowisko oraz skutki społeczno-ekonomiczne korków drogowych.
Od 2010 pełni funkcję redaktora naczelnego czasopisma naukowego "Challenges of Modern Technology" wydawanego pod egidą Rady Doktorantów Politechniki Warszawskiej. Należy do European Respiratory Society (ERS, od 2011).
Artykuły publikował m.in. w takich czasopismach jak: "Polish Journal of Environmental Studies", "Environment Protection Engineering", "European Respiratory Journal" oraz "Advances in Experimental Medicine and Biology".
Odznaczony Brązowym Krzyżem Zasługi (2014).